# Drepananthus obtusifolius
Drepananthus obtusifolius là loài thực vật có hoa thuộc họ Na. Loài này được Odoardo Beccari & Rudolph Herman Christiaan Carel Scheffer mô tả khoa học đầu tiên năm 1885 dưới danh pháp Cyathocalyx obtusifolius. Năm 2010 Surveswaran S. et al. chuyển nó sang chi  Drepananthus.

## Phân bố
Quần đảo Bismarck, New Guinea, quần đảo Solomon.